# Оливарез (Тексас)
Оливарез (енгл. Olivarez) насељено је место без административног статуса у америчкој савезној држави Тексас.

## Демографија
По попису из 2010. године број становника је 3.827, што је 1.382 (56,5%) становника више него 2000. године.
| Група             | 2000.         | 2010.         |
| Белци             | 49 (2,0%)     | 68 (1,8%)     |
| Афроамериканци    | 1 (0,0%)      | 5 (0,1%)      |
| Азијати           | 19 (0,8%)     | 7 (0,2%)      |
| Хиспаноамериканци | 2.377 (97,2%) | 3.746 (97,9%) |
| Укупно            | 2.445         | 3.827         |